# Epimelitta aglaia
Epimelitta aglaia là một loài bọ cánh cứng trong họ Cerambycidae. Loài này được miêu tả bởi Newman vào năm 1840.